# Natriumkanal
Als Natriumkanäle werden in der Physiologie und Zellbiologie Ionenkanäle bezeichnet, die eine spezifische und mehr oder weniger selektive Leitfähigkeit für Natrium-Ionen aufweisen.
Wie andere Ionenkanäle können Natriumkanäle spannungsaktiviert oder nicht spannungsaktiviert sein.

## Spannungsaktivierte Natriumkanäle
Spannungsaktivierte Natriumkanäle finden sich in Nervengewebe, dem Herzmuskel und den Zellen des quergestreiften Skelettmuskels. Eine Fehlfunktion spielt bei Krankheiten wie der Epilepsie, Herzrhythmusstörungen (insbesondere dem Brugada-Syndrom) und dem Reizdarmsyndrom eine wichtige Rolle. Auch sind sie bei der Schmerzausbreitung beteiligt.
Derzeit sind neun verschiedene Subtypen spannungsaktivierter Natriumkanäle bekannt. Der gebräuchlichen Nomenklatur entsprechend werden sie als Nav1.1 bis Nav1.9 bezeichnet. Der Index v steht für voltage-activated (dt. ‚spannungsaktiviert‘), die erste Ziffer kennzeichnet die Genfamilie (bisher nur eine bekannt), die zweite Ziffer steht für ein bekanntes Gen (zurzeit 1 bis 9, angeordnet in der Reihenfolge ihrer Entdeckung).
Besonders dicht sind spannungsaktivierte Natriumkanäle in elektrisch erregbaren Zellen exprimiert. Dort ist ihre Aktivierung verantwortlich für die Erzeugung von Aktionspotentialen. Unter physiologischen Bedingungen ist die elektrochemische Triebkraft für Natrium-Ionen so gerichtet, dass durch geöffnete Natriumkanäle Natrium-Ionen aus dem Extrazellularraum in die Zelle einströmen, etwa 10.000 pro ms pro Kanal. Die gleichzeitige Öffnung vieler spannungsaktivierter Natriumkanäle bei Erreichen der Potentialschwelle verstärkt durch den resultierenden Einwärtsstrom die Depolarisation, was zum schnellen Anstieg des Membranpotentials („Aufstrich“ genannt) führt. Dies ist ein Beispiel für eine positive Rückkopplungsschleife. Der spannungsabhängige Natriumkanal verfügt über eine Inaktivierungsdomäne (sog. ball-and-chain-Mechanismus), die nach der Öffnung des Natriumkanals und dem Durchtritt von Natrium-Ionen diesen zeitlich versetzt (1–2 ms) in einen inaktiven Zustand überführt, in dem keine weiteren Natrium-Ionen durchtreten können. Die spannungsabhängige Domäne des Natriumkanals wird wiederum geschlossen und nach weiteren 2–5 ms öffnet auch die Inaktivierungsdomäne, wodurch der Kanal wieder in den closed-resting Zustand überführt wird, in dem er durch elektrische Reize erregbar ist. Natrium-basierte Aktionspotentiale dauern nur wenige Millisekunden, während Ca++-basierte Aktionspotentiale >100 Millisekunden benötigen.
Blocker (Inhibitoren) des spannungsaktivierten Natriumkanals, die von extrazellulär wirken, sind paralysierende Nervengifte, wie das Alkaloid Tetrodotoxin. Intrazelluläre Blocker sind in der Regel Medikamente. Hervorzuheben sind das Lokalanästhetikum Lidocain, das Analgetikum Suzetrigin (nur bei NaV1.8), das Antiepileptikum Phenytoin und Klasse 1 Antiarrhythmika für das Herz.
Chemische Substanzen, die den Kanal geöffnet halten (Na-Kanal-Opener), sind u. a. das Alkaloid Aconitin oder Pestizide, die zur Gruppe der Pyrethroide zählen.

## Nicht-spannungsaktivierte Natriumkanäle
Ein Beispiel für einen nichtspannungsaktivierten Natriumkanal ist der epitheliale Natriumkanal (epithelial Na channel, ENaC). Er ist beispielsweise im Sammelrohr und in den proximalen Tubuluszellen der Niere verantwortlich für die Rückresorption von Natrium-Ionen aus dem Primärharn. Pharmakologische Hemmstoffe des ENaC werden als Diuretika therapeutisch zur Ausschwemmung von Ödemen und zur Behandlung der arteriellen Hypertonie eingesetzt. Da sie nicht zu einer vermehrten Kaliumausscheidung führen, werden solche Diuretika auch als „kaliumsparende“ Diuretika bezeichnet.
Der Prototyp für einen Liganden gesteuerten Natriumkanal ist der Nikotinische Acetylcholinrezeptor, der im zentralen und peripheren Nervensystem vorkommt, besonders an der Neuromuskulären Endplatte. Der Kanal erlaubt es Na+ Ionen entlang des elektrochemischen Gradienten in die Zelle zu gelangen, nachdem Acetylcholin an den Rezeptor andockt. Sobald genügend Kanäle gleichzeitig öffnen, depolarisiert sich die postsynaptische Membran und generiert ein Aktionspotential.